# スーパースター★カム・サヨン
『スーパースター★カム・サヨン』（原題：슈퍼스타 감사용）は、2004年公開の韓国映画。

## ストーリー
韓国野球委員会が誕生した1982年。カム・サヨン（甘四容）は実業団チームの三美特殊鋼でプレーする投手だったが、テストを受け親会社が運営する三美スーパースターズに入団した。三美はリーグで最も弱かった（この年のチーム成績は15勝65敗の最下位）が、カムはチーム内で数少ない左腕投手として主に「敗戦処理」としてチームの負け試合に中継ぎとして多く登板していた。
そんな彼に「先発投手」となるチャンスがやってきた。しかしその試合の相手は当時最強を誇ったOBベアーズ、さらに相手先発のパク・チョルスン（朴哲淳）はこれまで20連勝中という、三美にとっては勝ち目のない試合で、先発投手陣がパクとの対戦を嫌ったためにカムにその役目が回ったということである。そのカムは「生涯最後になるかもしれない」先発登板試合に自らの野球人生を賭ける…。
本作は実在した人物をもとにした作品であるが、実際のカムは1982年に16試合の先発登板がある等、映画化に際して一部脚色された部分もある。

## その他
カムとパクが投げ合った「OB対三美」の試合は木洞野球場でロケが行なわれた。1982年当時、OBは大田ハンバッ運動場野球場を本拠地にしていたが設備の改修でその当時の面影が少なくなった為、老朽化してハンバッ球場と雰囲気が似ている木洞球場が使用された。なお映画公開後に木洞球場も改修を受け、近代的な球場になっている。

## 主なキャスト
- イ・ボムス - カム・サヨン
- ユン・ジンソ - パク・ウナ（サヨンの恋人）
- コン・ユ - パク・チョルスン　※特別出演
- キム・スミ - サヨンの母
- チャン・ハンソン - パク・ヒョンシク（三美監督）
- イ・ヒョクチェ - クム・グァンオク（三美捕手）